# Kyle Wilson
Kyle Wilson (Piscataway, New Jersey, 1987.május 30. –) amerikai amerikaifutball-játékos. Cornerback poszton játszik. Jelenleg a New York Jets játékosa. A Boise State-en járt egyetemre. Egyike a 2010-es drafton részt vett legjobb cornerbackeknek, 1/29-es választott.

## Adatok
Egy New Jersey-ben lévő városban, Piscataway-ben született. Az ottani középiskolába (Piscataway High School) járt. Az iskola csapatát hozzásegítette három állami bajnokság megnyeréséhez szélső elkapóként. Két veretlen szezonban is része volt, 2002-ben és 2004-ben.
Csupán három egyetemtől kapott ajánlatot (Rutgers, Deleware, Boise State), amik közül a Boise State-et választotta.

## Egyetem
Csak második évében kezdett el játszani az egyetemi csapatban. A szezon utolsó meccseit már cornerbackként játszotta, ahol nagyszerű teljesítményt nyújtott, segítségével a csapat megnyerte a 207-es Fiesta Bowl-t. Másodévesként mind a 13 meccsen cornerbackként kezdett. A szezont 41 szereléssel és 2 labdaszerzéssel zárta. Ezenkívül kiérdemelte a Western Athletic Conference válogatottjába való bekerülést. A 3. idényében 5 labdát és 3 touchdownt szerzett, valamint visszahordóként 470 yardot ért el. 2009-ben 3. helyezést ért el a Rivals.com cornerback power rankingján.

## NFL karrier
A 2010-es drafton 29. választásként a New York Jetshez került, ahol Darelle Revissel idővel remek párost alkothatnak, bár várhatóan egyelőre még csak 3. számú lesz. A Jets minicampjén jó benyomást tett a csapat vezetőségére, nagy részük stealként könyvelte el.